# Rivière Normandin
Pour les articles homonymes, voir Normandin.
La rivière Normandin est un affluent de la rive Nord du Lac Ashuapmushuan, coulant dans le territoire non organisé du Lac-Ashuapmushuan, dans la municipalité régionale de comté (MRC) de Le Domaine-du-Roy, dans la région administrative du Saguenay–Lac-Saint-Jean, au Québec, au Canada.
Cette rivière traverse successivement les cantons de Ventadour, de Buade, de Poutrincourt, de Bouteroue, de Ducharme, d’Aigremont et de Grahamé. La foresterie constitue la principale activité économique du secteur ; les activités récréotouristiques, en second.
Le Sud de la vallée de la rivière Normandin est desservie par la route 212 qui relie Obedjiwan à La Tuque et passe au sud du lac Dubois et du lac Normandin. De là, la route forestière R0212 (sens Est-Ouest) coupe le cours de la rivière Normandin.
La surface de la rivière Normandin est habituellement gelée du début novembre à la mi-mai, toutefois la circulation sécuritaire sur la glace se fait généralement de la mi-novembre à la mi-avril.

## Géographie
Les bassins versants voisins de la rivière Normandin sont :
- côté nord : lac Nicabau, rivière de la Coquille, rivière Boisvert (rivière Normandin), rivière au Tonnerre (rivière Normandin), rivière Chaudière (rivière Normandin) ;
- côté est : rivière Marquette Ouest, rivière Marquette, rivière Ashuapmushuan, lac Ashuapmushuan ;
- côté sud : ruisseau Townsend, lac Berlinguet, rivière Wabano Ouest, lac Palluau, rivière Marquette Ouest, rivière Marquette ;
- côté ouest : rivière Titipiti, rivière Ventadour, lac Feuquières, ruisseau Bouteroue, lac Bouteroue, lac Rohault.

La rivière Normandin prend naissance à l'embouchure d’un lac Normandin (longueur : 6,7 km ; altitude : 403 m) dans le canton de Ventadour. L’embouchure de ce lac est située dans le Parc Chibougamau à 5,1 km à l’Ouest de la limite de Eeyou Istchee Baie-James (municipalité) et de la municipalité régionale de comté (MRC) Le Domaine-du-Roy.
Le lac Normandin s’alimente surtout du ruisseau Townsend (côté Sud) et de la décharge (venant du Nord) d’un ensemble d’autres lacs dont Anctil, Vinet, Dorval et Képi.
L’embouchure du lac Normandin est située à :
- 4,8 km au Sud de l’embouchure du Petit lac Buade ;
- 21,9 km au Sud de l’embouchure du lac Buade (rivière Normandin) ;
- 31,2 km au Sud de l’embouchure du lac Poutrincourt ;
- 45,9 km au Sud de l’embouchure du lac Nicabau ;
- 43,7 km au Sud-Ouest de l’embouchure de la rivière Normandin ;
- 143,8 km à l’Ouest de la confluence de la rivière Ashuapmushuan avec le lac Saint-Jean ;
- 186,5 km à l’Ouest de l’embouchure du lac Saint-Jean (confluence avec la rivière Saguenay).

À partir de l'embouchure du lac Normandin, la rivière Normandin coule sur 98,4 km selon les segments suivants :
Partie supérieure de la rivière Normandin (segment de 33,4 km)
- 0,3 km vers le Nord-Est dans le canton de Ventadour, jusqu’à la rive Sud-Ouest du Petit lac Buade ;
- 5,1 km vers le Nord-Est en traversant le lac Petit lac Buade (altitude : 400 m) sur sa pleine longueur jusqu’au barrage à son embouchure. Note : La limite des cantons de Ventadour et de Buade est située au milieu de ce lac ;
- 5,1 km vers le Nord en traversant la « Chute Écumeuse », jusqu’à la baie Sud du lac Buade (rivière Normandin) ;
- 22,9 km vers le Nord, en traversant le lac Buade (rivière Normandin) (altitude : 392 m), sur sa pleine longueur ;

Partie intermédiaire de la rivière Normandin (segment de 26,3 km)
- 5,4 km vers le Nord en formant un crochet vers l’Est, jusqu’à la baie Sud du lac Poutrincourt ;
- 5,8 km vers le Nord en traversant la partie centrale du lac Poutrincourt (altitude : 392 m). Note : la limite des cantons de Bouterque et de Poutrincourt coupe la zone Nord de ce lac ;
- 15,6 km vers le Nord en formant un crochet de 2,0 km vers l’Est, jusqu’à la baie Sud du lac Nicabau ;
- 5,3 km soit 1,8 km vers le Nord dans le canton de Bouteroue, puis vers l'Est dans le canton de Ducharme) en traversant la partie Sud du lac Nicabau (altitude : 386 m).

Partie inférieure de la rivière Normandin (segment de 38,7 km)
- 2,5 km vers l’Est dans le canton de Ducharme, jusqu’à la rive Ouest du lac Ducharme ;
- 3,1 km vers l’Est, en traversant le lac Ducharme (altitude : 382 m) sur sa pleine longueur, soit jusqu’à la limite des cantons de Ducharme et d’Aigremont ;
- 8,2 km vers l’Est dans le canton de Mignault, en formant une boucle de 1,7 km vers le Sud, jusqu’à l’embouchure de la rivière Chaudière (rivière Normandin) ;
- 12,8 km vers le Sud-Est formant quelques serpentins, jusqu’à un pont routier ;
- 12,1 km vers le Sud-Est, jusqu’à son embouchure[2].

La rivière Normandin se déverse au fond d’une baie sur la rive Nord-Ouest du lac Ashuapmushuan. De là, le courant emprunte le cours de la rivière Ashuapmushuan qui se déverse à Saint-Félicien (Québec) sur la rive Ouest du lac Saint-Jean.
La confluence de la rivière Normandin avec le lac Ashuapmushuan est située à :
- 122,6 km au Nord-Ouest de l’embouchure de la rivière Ashuapmushuan (confluence avec le lac Saint-Jean) ;
- 162 km à l’Est de l’embouchure du lac Saint-Jean ;
- 321,6 km à l’Est de l’embouchure de la rivière Saguenay (confluence avec l’estuaire du Saint-Laurent).

## Toponymie
Le terme « Normandin » constitue un patronyme de famille d'origine française.
Le toponyme « rivière Normandin » a été officialisé le 5 décembre 1968 à la Commission de toponymie du Québec, soit lors de sa création.